# Chigozie Mbah
Chigozie Emmanuel Mbah (Abuja, 18 settembre 1997) è un calciatore nigeriano, attaccante del Khitan.

## Carriera
Ha giocato nella massima serie dei campionati slovacco, bulgaro e thailandese.

## Palmarès

### Club

#### Competizioni nazionali
- Coppa di Bulgaria: 1

Slavia Sofia: 2017-2018